# Dekanat Leipzig
Das Dekanat Leipzig ist ein Dekanat des römisch-katholischen Bistums Dresden-Meißen. Die Zahl der Katholiken im Dekanat beträgt 31959 (Stand 2019). Dekan ist der Propst der Leipziger Propsteigemeinde St. Trinitatis Gregor Giele. 

## Geschichte
Der nach der Reformation letzte Bischof des Altbistums Meißen, Johann IX. von Haugwitz, ernannte 1559 Johann Leisentrit zum Diözesanadministrator für die verbliebenen katholischen Gebiete in der Lausitz. Damit war das alte Bistum Meißen in Sachsen (Mark Meißen) untergegangen. Die Reste des ehemaligen Diözesangebiets wurden zur Apostolischen Präfektur der Lausitzen mit Sitz in Bautzen ernannt.
Im Jahr 1921 wurde das neue Bistum Meißen mit Sitz in Bautzen gegründet. Auf der 
ersten Bistumssynode 1923 im Kloster St. Marienstern  in Panschwitz-Kuckau wurden vor allem Beschlüsse über die Organisation der Dekanate und Pfarreien sowie der Diözesanverwaltung gefasst. 1979/80 erfolgte die Umbenennung in Bistum Dresden-Meißen und die Verlegung des Bischofssitzes nach Dresden.
Nach früheren Zusammenlegungen von Dekanaten (Zittau zu Bautzen, Pirna zu Dresden) ist das Bistum Dresden-Meißen in die folgenden acht Dekanate eingeteilt: Bautzen, Chemnitz, Dresden,  Gera, Leipzig, Meißen, Plauen und Zwickau.
Im Jahr 2014 wurde ein Strukturprozess eingeleitet, der über die Zwischenstufe der „Verantwortungsgemeinschaften“ zur Reduzierung der Anzahl und zur Bildung größerer Pfarreien führt und der im Dekanat Leipzig 2019 abgeschlossen wurde. Durch Zusammenschluss von Pfarreien und Ausgliederung der Pfarreien von Borna und Geithain ins Dekanat Chemnitz wurde die Zahl der Pfarreien von sechzehn von auf sechs reduziert.

## Pfarreien
Nach Abschluss der 2014 eingeleiteten Strukturierung besteht seit dem Jahr 2019 das Dekanat Leipzig aus sechs Pfarreien. Sie liegen in der Stadt Leipzig, im Landkreis Leipzig und im Landkreis Nordsachsen.
Es sind dies mit Angabe der früheren Pfarreien und der Anzahl ihrer Mitglieder in Klammern (Stand 2019)
- St. Trinitatis Leipzig-Zentrum (4802)
- St. Bonifatius Leipzig-Süd, aus St. Bonifatius Leipzig-Connewitz, St. Peter und Paul Markkleeberg (5732)
- Hl. Philipp Neri Leipzig-West, aus Liebfrauen Leipzig-Lindenau, St. Hedwig Böhlitz-Ehrenberg, St. Martin Leipzig-Grünau (6234)
- St. Georg Leipzig-Nord, aus St. Georg Leipzig-Gohlis, St. Albert Leipzig-Wahren, St. Gabriel Leipzig-Wiederitzsch (4131)
- Hl. Maria Magdalena Leipzig-Ost, aus St. Gertrud Leipzig-Engelsdorf, St. Laurentius Leipzig-Reudnitz, Hl. Familie Leipzig-Schönefeld, St. Anna Taucha (9028)
- St. Franziskus Wurzen, aus St. Trinitatis Grimma, Herz Jesu Wurzen (1972)

## Kirchen
Zu den Kirchen im Dekanat Leipzig siehe die Liste der Kirchengebäude im Dekanat Leipzig.